# Knut Tagliaferri
Knut Tagliaferri (* 21. März 1935) ist ein ehemaliger deutscher Fußballspieler.
Tagliaferri spielte seit seiner Kindheit für die SG Baienfurt. 1953 wechselte er zum VfB Friedrichshafen, den er nach einer Saison wieder verließ, um sich dem VfB Stuttgart anzuschließen. Er debütierte am 11. September 1955 beim Heimspiel gegen den FSV Frankfurt auf der Mittelstürmerposition in der Fußball-Oberliga Süd und holte sich mit dem VfB die Vizemeisterschaft im Süden. In der Endrunde um die deutsche Fußballmeisterschaft 1956 kam er gegen die Konkurrenten TuS Neuendorf, Borussia Dortmund, Hamburger SV und Viktoria 1889 Berlin zu sechs Einsätzen und erzielte drei Tore. 1958 gewann er mit den Stuttgartern den DFB-Pokal, kam aber im Halbfinale und dem Endspiel nicht zum Einsatz. In der Saison 1957/58 die dem Pokalsieg vorausging war Tagliaferri in der Oberliga Süd mit 11 Treffern der erfolgreichste Torschütze des VfB Stuttgart. Er wechselte 1960 zum Stadtrivalen Stuttgarter Kickers der gerade in die II. Division abgestiegen war und von dort nach der Runde 1962/63 – er hatte zusammen mit den Mannschaftskameraden Herbert Binder, Herbert Dienelt, Pál Csernai, Ludwig Hinterstocker und Rolf Steeb den sechsten Rang in der 2. Liga belegt – zum SSV Reutlingen 05 der ab 1963/64 in der damals neu gegründeten zweitklassigen Regionalliga Süd spielte. In der Runde 1964/65 belegte der Mittelstürmer (22 Tore) mit Trainer Georg Wurzer und dem SSV hinter dem Meister und Aufsteiger in die Fußball-Bundesliga, FC Bayern München, den zweiten Platz und zog damit in die Bundesligaaufstiegsrunde ein. Am 13. Juni 1965 rang Reutlingen dem späteren Bundesligaaufsteiger Borussia Mönchengladbach an der Kreuzeiche ein 1:1-Remis ab. Erst durch zwei Spiele gegen den Nordvize FC St. Pauli hatte sich Reutlingen für die Aufstiegsrunde gegen Mönchengladbach, Kiel und Worms qualifiziert.
Nachdem Tagliaferri sich 31-jährig 1966 mit seinem Wechsel zur SpVgg Besigheim aus den höheren Spielklassen verabschiedete, beendete er 1968 seine aktive Karriere endgültig.